# Berättelser från vår gata
Berättelser från vår gata, arabisk ursprungstitel حكايات حارتنا (Hikayat haratina), är en samling berättelser av den egyptiske nobelpristagaren Naguib Mahfouz. Romanen utgavs första gången på svenska 1989 i översättning av Kerstin Eksell.
Romanen utspelar sig i Mahfouz hemtrakter i Kairo under 1920-talet, och utgörs av sjuttiosju korta skildringar i självbiografisk form, där de sociala omvälvningarna som Egypten erfor under tidsperioden gör sig påminda.